# TSV Zella-Mehlis
Der TSV Zella-Mehlis ist ein Sportverein in der südthüringischen Kleinstadt Zella-Mehlis. 

## Struktur
Der Turn- und Sportverein Zella-Mehlis e.V. ist nach eigenem Bekunden der größte Sportverein Südthüringens. Er hat etwa 850 Mitglieder und bietet in 20 Abteilungen eine breite Palette von Sportarten an. Von den 104 Trainer und Übungsleiter besitzen 66 eine gültige DSB-Lizenz. Zu den aktivsten Abteilungen gehören Volleyball (die Männer spielen in der Landesklasse), Handball (in der Männer-Verbandsliga) und Fechten mit Ranglistenerfolge bei Jugendlichen und Senioren. Die Abteilung Fußball unterhält eine Männermannschaft, die seit 2006 in der Bezirksliga spielt. Der TSV nutzt die städtische Sportanlage der Arena Schöne Aussicht an der Suhler Straße im Süden der Stadt.

## Geschichte
Der TSV wurde am 15. Oktober 1993 durch den Zusammenschluss der beiden 1990 neu entstandenen Vereine TSV 1861 und 1862 gegründet. Diese wiederum waren bereits als Turnvereine in den Jahren 1861 und 1862 in den beiden Ortsteilen Zella St. Blasii und Mehlis gegründet worden. Nach dem Verbot aller Sportvereine nach dem Zweiten Weltkrieg und der Neuorganisation des ostdeutschen Sports in Betriebssportgemeinschaften (BSG) gründeten sich in Zella-Mehlis mehrere Betriebssportgemeinschaften, darunter auch die BSG Motor West Zella-Mehlis. Sie war anfangs im Fechtsport sehr erfolgreich, später erreichte der Fußball zeitweise Bezirksliga-Niveau. Nachdem in den 1970er Jahren der Rechentechnikhersteller VEB Robotron-Elektronik Zella-Mehlis die Trägerschaft für die BSG übernommen hatte, trat sie als BSG Robotron Zella-Mehlis auf. Nach der deutschen Wiedervereinigung gab der VEB aufgrund der wirtschaftlichen Veränderungen seine Unterstützung auf und die BSG war gezwungen, sich in einen bürgerlichen Verein umzuwandeln. In Rückbesinnung auf alte Vereinszeiten wurde der TSV 1861 neu gegründet. Die Fußballmannschaft, die sich 1990 eigentlich für die neue Landesliga Thüringen qualifiziert hatte, wurde aus wirtschaftlichen Gründen zurückgezogen. Erst mit der Fusion mit dem TSV 1862 wurde der Fußball wiederbelebt, 2006 gelang der Aufstieg in die Bezirksliga. Nach Abschluss der Saison 2008/09 wurde die Fußballabteilung aufgelöst, wobei die meisten Spieler zum Ortsrivalen WSG Thüringer Wald Zella-Mehlis übertraten. Dieser spielt derzeit (Stand: Saison 2012/13) in der achtklassigen Kreisoberliga Rhön-Rennsteig.

## Erfolge
Zwischen 1953 und 1956 wurden die Fechtmannschaften der BSG West dreimal DDR-Mannschaftsmeister (Degen Herren 1953, Florett Herren 1955, Florett Damen 1956).
Die 1. Fußballmannschaft der BSG West stieg 1961 und 1963 in die höchste Liga des Bezirkes Suhl, die Bezirksliga auf. Das Gleiche gelang der BSG Robotron in den Jahren 1981 und 1986. 1967 wurde die Fußballmannschaft der BSG West Bezirkspokalsieger und qualifizierte sich damit für den DDR-weiten FDGB-Pokalwettbewerb 1967/68. Sie musste in der 1. Runde gegen die benachbarte BSG Motor Steinach antreten und verlor gegen den Zweitligisten mit 1:5. 